# Боица (Хунедоара)
Боица (рум. Boița) насеље је у Румунији у округу Хунедоара у општини Ракитова. Oпштина се налази на надморској висини од 453 m.

## Становништво
Према подацима из 2002. године у насељу је живело 265 становника, од којих су сви румунске националности.